# Aphodius uxoris
Aphodius uxoris là một loài bọ cánh cứng trong họ Scarabaeidae. Loài này được Clement miêu tả khoa học năm 1987.